# Moki Cherry
Monika Marianne "Moki" Karlsson Cherry, född 8 februari 1943 i Koler i Markbygdens kyrkobokföringsdistrikt i Piteå kommun, Norrbotten, död 29 augusti 2009 i Farstorps-Tågarp i Hässleholms kommun, var en svensk bildkonstnär, scenograf och musiker.
Moki Cherry (då Karlsson) flyttade 1962 från föräldrahemmet i Koler, till Stockholm för att studera på Anders Beckmans skola. Senare träffade hon musikern Ahmadu Jah och 1964 fick de dottern Neneh Cherry. Några år senare gifte hon sig med jazztrumpetaren Don Cherry och fick 1968 sonen Eagle Eye Cherry. De flyttade 1970 till Farstorps-Tågarp, där Moki Cherry tillsammans med Anita Roney (mor till skådespelaren Shanti Roney och skribenten Marimba Roney) drev musik- och barnteaterprojektet Octopuss och byggde upp en kulturverksamhet med Kulturföreningen Tågarps skola. Från slutet av 1970-talet bodde familjen vintertid i New York och sommartid i Skåne.
Som konstnär började Moki Cherry som textilkonstnär och blev senare multikonstnär. Hon arbetade med både typiska samtidstecken och eviga symboler. Punkare med spretigt hår, kvinnliga väsen omgivna av ormar, medicinmän och voodooutövare är några av de motiv som förekommer i hennes verk. Cherry hade utställningar i såväl Skåne som Stockholm och New York samt på Martinique. Hon formgav även flera av Don Cherrys skivomslag, till exempel Where is Brooklyn? från 1966 och Organic Music 1973. Under de sista åren i livet var bildcollage hennes specialitet.
2006 porträtterades hennes vänskap med konstnärerna Tonie Roos och Susanne Beckman i SVT:s program K-Special. Hennes sista utställning i livet var sommaren 2009 på Galleri Kleerup i Stockholm. Under 2016 visade Moderna museet i Stockholm utställningen "Moment - Moki Cherry" och hon finns även representerad där.
Cherry är begravd på Farstorps nya kyrkogård, men en minnesceremoni hölls även i hennes hem i Long Island öster om New York, där hon tillbringade stora delar av vinterhalvåret.